# 穆阿台迪德
穆阿台迪德（Al-Mu'tadid，"Seeking Support in God"，全稱：Abū al-ʿAbbās Aḥmad ibn Ṭalḥa al-Muwaffaq，857年—902年4月5日），阿拔斯王朝第16任哈里發，被認為是阿拔斯王朝最伟大的哈里发之一（892年－902年在位）。以其残酷对待地方王朝、宗派、派别的行为而出名。摄政穆沃费格之子，曾在其父晚年与穆阿台米德共同执政，迫使穆阿台米德剥夺自己儿子的继承权。穆阿台米德死后他成为哈里发，并改组行政机构和改革财政。他与图伦王朝哈里发之女结婚，从而与该王朝缔结和约，并以残酷手段对付杜拉菲、萨法尔和阿里等许多宗派的王朝。他靠挑拨离间哈姆丹王朝和萨曼王朝來擴張势力。后为卡尔玛特派所败，不久后去世，据传他在宫廷阴谋斗争中被毒死。